# NHL 1973/74
Die NHL-Saison 1973/74 war die 57. Spielzeit in der National Hockey League. 16 Teams spielten jeweils 78 Spiele. Den Stanley Cup gewannen die Philadelphia Flyers nach einem 4:2-Erfolg in der Finalserie gegen die Boston Bruins. Sechs Jahre hatten die „Original Six“ die Vorherrschaft in der NHL behauptet und im verflixten siebten Jahr waren sie eingeholt. Angeführt von Center Bobby Clarke und abgesichert durch Goalie Bernie Parent hatten sie den Titel gewonnen. Noch zu Saisonbeginn hatten die Fans Parent, der aus der World Hockey Association (WHA) zurückgekommen war, ausgebuht. In der WHA schnürte nun Gordie Howe seine Schlittschuhe wieder und spielte gemeinsam mit seinen Söhnen Marty und Gordie in Houston. Ein anderer Veteran war ein Jahr zuvor in die NHL zurückgekehrt: Tim Horton war der zweitälteste Spieler der NHL, aber immer noch einer der besten. Als Willkommensgeschenk hatte er von den Sabres einen Ford Pantera bekommen. Bei der Heimfahrt von einem Spiel in Toronto starb Horton an den Folgen eines Verkehrsunfalls.

## Reguläre Saison

### Abschlusstabellen
Abkürzungen: W = Siege, L = Niederlagen, T = Unentschieden, GF= Erzielte Tore, GA = Gegentore, Pts = Punkte
| East Division       | W  | L  | T  | GF  | GA  | Pts |
| ------------------- | -- | -- | -- | --- | --- | --- |
| Boston Bruins       | 52 | 17 | 9  | 349 | 221 | 113 |
| Montréal Canadiens  | 45 | 24 | 9  | 293 | 240 | 99  |
| New York Rangers    | 40 | 24 | 14 | 300 | 251 | 94  |
| Toronto Maple Leafs | 35 | 27 | 16 | 274 | 230 | 86  |
| Buffalo Sabres      | 32 | 34 | 12 | 242 | 250 | 76  |
| Detroit Red Wings   | 29 | 39 | 10 | 255 | 319 | 68  |
| Vancouver Canucks   | 24 | 43 | 11 | 224 | 296 | 59  |
| New York Islanders  | 19 | 41 | 18 | 182 | 247 | 56  |

| West Division           | W  | L  | T  | GF  | GA  | Pts |
| ----------------------- | -- | -- | -- | --- | --- | --- |
| Philadelphia Flyers     | 50 | 16 | 12 | 273 | 164 | 112 |
| Chicago Blackhawks      | 41 | 14 | 23 | 272 | 164 | 105 |
| Los Angeles Kings       | 33 | 33 | 12 | 233 | 231 | 78  |
| Atlanta Flames          | 30 | 34 | 14 | 214 | 238 | 74  |
| Pittsburgh Penguins     | 28 | 41 | 9  | 242 | 273 | 65  |
| St. Louis Blues         | 26 | 40 | 12 | 206 | 248 | 64  |
| Minnesota North Stars   | 23 | 38 | 17 | 235 | 275 | 63  |
| California Golden Seals | 13 | 55 | 10 | 195 | 342 | 36  |

### Beste Scorer
Abkürzungen: GP = Spiele, G = Tore, A = Assists, Pts = Punkte
| Spieler          | Team         | GP | G  | A  | Pts |
| ---------------- | ------------ | -- | -- | -- | --- |
| Phil Esposito    | Boston       | 78 | 68 | 77 | 145 |
| Bobby Orr        | Boston       | 74 | 32 | 90 | 122 |
| Ken Hodge        | Boston       | 76 | 50 | 55 | 105 |
| Wayne Cashman    | Boston       | 78 | 30 | 59 | 89  |
| Bobby Clarke     | Philadelphia | 77 | 35 | 52 | 87  |
| Rick Martin      | Buffalo      | 78 | 52 | 34 | 86  |
| Syl Apps         | Pittsburgh   | 78 | 24 | 61 | 85  |
| Darryl Sittler   | Toronto      | 78 | 38 | 46 | 84  |
| Lowell MacDonald | Pittsburgh   | 78 | 43 | 39 | 82  |
| Brad Park        | NY Rangers   | 78 | 25 | 57 | 82  |
| Dennis Hextall   | Minnesota    | 78 | 20 | 62 | 82  |

## Stanley-Cup-Playoffs
| Viertelfinale | Viertelfinale       | Viertelfinale       |    |                       | Halbfinale | Halbfinale | Halbfinale |  |  | Stanley-Cup-Finale | Stanley-Cup-Finale | Stanley-Cup-Finale |
|               |                     |                     |    |                       |            |            |            |  |  |                    |                    |                    |
| E1            | Boston Bruins       | 4                   |    |                       |            |            |            |  |  |                    |                    |                    |
| E4            | Toronto Maple Leafs | 0                   |    |                       |            |            |            |  |  |                    |                    |                    |
| E4            | Toronto Maple Leafs | 0                   | E1 | Boston Bruins         | 4          |            |            |  |  |                    |                    |                    |
|               |                     |                     | E1 | Boston Bruins         | 4          |            |            |  |  |                    |                    |                    |
|               | W2                  | Chicago Black Hawks | 2  |                       |            |            |            |  |  |                    |                    |                    |
| W2            | W2                  | Chicago Black Hawks | 2  | Chicago Black Hawks   | 4          |            |            |  |  |                    |                    |                    |
| W2            |                     |                     |    | Chicago Black Hawks   | 4          |            |            |  |  |                    |                    |                    |
| W3            | Los Angeles Kings   | 1                   |    |                       |            |            |            |  |  |                    |                    |                    |
| W3            | Los Angeles Kings   | 1                   | E1 | Boston Bruins         | 2          |            |            |  |  |                    |                    |                    |
|               |                     |                     |    | Boston Bruins         | 2          |            |            |  |  |                    |                    |                    |
|               | W1                  | Philadelphia Flyers | 4  |                       |            |            |            |  |  |                    |                    |                    |
| W1            | W1                  | Philadelphia Flyers | 4  | Philadelphia Flyers   | 4          |            |            |  |  |                    |                    |                    |
| W1            |                     |                     |    | Philadelphia Flyers   | 4          |            |            |  |  |                    |                    |                    |
| W4            | Atlanta Flames      | 0                   |    |                       |            |            |            |  |  |                    |                    |                    |
| W4            | Atlanta Flames      | 0                   | W1 | Philadelphia Flyers   | 4          |            |            |  |  |                    |                    |                    |
|               |                     |                     | W1 | Philadelphia Flyers   | 4          |            |            |  |  |                    |                    |                    |
|               | E3                  | New York Rangers    | 3  |                       |            |            |            |  |  |                    |                    |                    |
| E2            | E3                  | New York Rangers    | 3  | Canadiens de Montréal | 2          |            |            |  |  |                    |                    |                    |
| E2            |                     |                     |    | Canadiens de Montréal | 2          |            |            |  |  |                    |                    |                    |
| E3            | New York Rangers    | 4                   |    |                       |            |            |            |  |  |                    |                    |                    |

## NHL-Auszeichnungen
| Art Ross Trophy:                | Phil Esposito, Boston Bruins                                              |
| Hart Memorial Trophy:           | Phil Esposito, Boston Bruins                                              |
| Lady Byng Memorial Trophy:      | Johnny Bucyk, Boston Bruins                                               |
| Vezina Trophy:                  | Tony Esposito, Chicago Blackhawks tied Bernie Parent, Philadelphia Flyers |
| Calder Memorial Trophy:         | Denis Potvin, New York Islanders                                          |
| James Norris Memorial Trophy:   | Bobby Orr, Boston Bruins                                                  |
| Bill Masterton Memorial Trophy: | Henri Richard, Montréal Canadiens                                         |
| NHL Plus/Minus Award:           | Bobby Orr, Boston Bruins                                                  |
| Lester Patrick Trophy:          | Alex Delvecchio, Murray Murdoch, Weston W. Adams, Sr., Charles L. Crovat  |
| Lester B. Pearson Award:        | Bobby Clarke, Philadelphia Flyers                                         |
| Jack Adams Award:               | Fred Shero, Philadelphia Flyers                                           |